# Bataille de Guérande
Chouannerie de 1815
Batailles
- Les Échaubrognes
- L'Aiguillon
- Aizenay
- Sainte-Anne-d'Auray
- Cossé
- Saint-Gilles-sur-Vie
- Redon
- Les Mathes
- Muzillac
- Rocheservière
- Thouars
- Auray
- Châteauneuf-du-Faou
- Guérande
- Fort la Latte

La bataille de Guérande a lieu le 7 juillet 1815, lors de la chouannerie de 1815. Elle s'achève par la victoire des impériaux qui repoussent une attaque des chouans contre la ville fortifiée de Guérande.

## Prélude
Lors de la Chouannerie de 1815, une armée de chouans commandée par Pierre Louis du Cambout de Coislin s'organise dans la région entre Redon et Guérande, sur les limites de l'Ille-et-Vilaine et de la Loire-Inférieure. Le 20 mai, à Campbon, une escarmouche oppose les chouans de Coislin à un détachement impérial sorti de Savenay, mais les deux camps se débandent après une brève fusillade. Le 25 mai, à la tête d'une petite troupe, Coislin emporte un petit succès en repoussant une nouvelle attaque d'une troupe sortie de Savenay qui ne parvient pas à franchir les douves du château de Quéhillac. Fin mai, les Anglais effectuent un petit débarquement au port de Folleux, mais ils ne remettent que peu de choses,. 
Coislin fait preuve d'une extrême prudence et ses troupes répugnent à franchir la Loire pour établir une jonction avec les Vendéens. Depuis son fief de Campbon, il se borne à des marches répétées entre la Loire et la Vilaine et traverse 70 communes. Il se contente alors de seconder l'objectif de Sol de Grisolles, le général des chouans du Morbihan, qui est de contrôler les deux bords de la Vilaine.
Vers fin juin et début juillet, Coislin occupe Pontchâteau et accueille le maréchal de camp Anne-Pierre de Bertier de Sauvigny.
Cependant la nouvelle de l'abdication de Napoléon, le 22 juin, est bientôt connue, et le général Louis d'Andigné, commandant de l'Armée catholique et royale du Bas-Anjou et de Haute-Bretagne, qui rassemble les forces royalistes du nord du Maine-et-Loire et du nord de la Loire-Inférieure, donne pour instruction à Coislin d'éviter des combats désormais inutiles et de ne pas mener d'attaque contre les villes,.
Cependant Coislin décide de s'emparer de la ville de Guérande, afin de permettre un débarquement du duc de Bourbon-Condé par le port du Croizic. Fin juin, il demande l'aide de Jean Terrien, qui commande une légion de 2 443 hommes dans la région de Sion, et du marquis de Rochequairie, commandant de la légion de Châteaubriant. Le 6 juillet, les trois légions royalistes se rassemblent à Campbon et le lendemain elles font mouvement sur Guérande.

## Forces en présence
Du côté des impériaux, la ville de Guérande est défendue par 120 douaniers et 30 soldats du 65e régiment d'infanterie de ligne. 
Les chouans alignent quant à eux 4 000 hommes issus des légions du marquis de Coislin, de Jean Terrien et du marquis de Rochequairie,. Ils disposent également d'un canon anglais de 4 livres.

## Déroulement

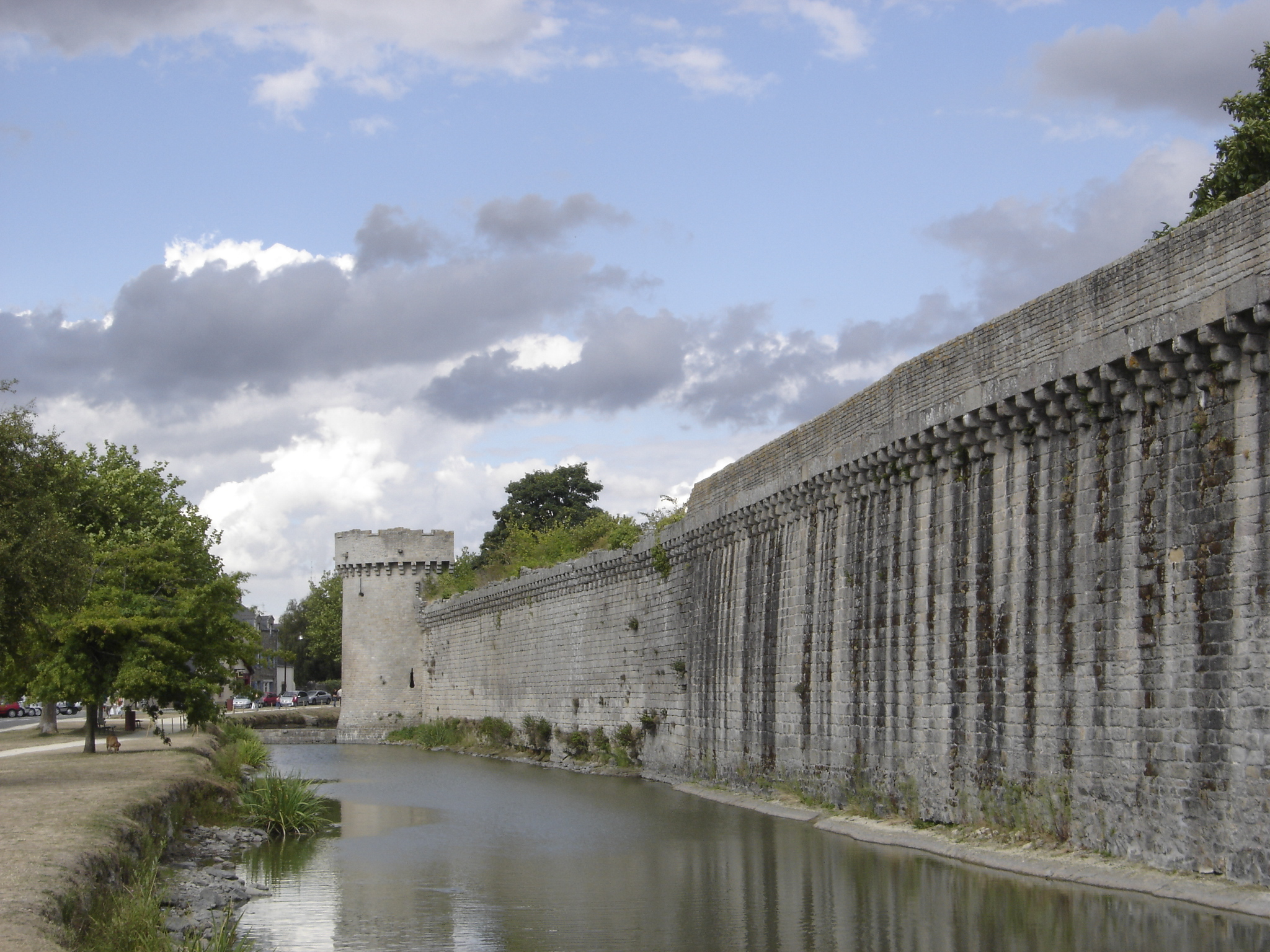
Vue en 2006 des remparts de la ville de Guérande.

Malgré leur nette supériorité numérique, les chouans buttent sur les fossés et les remparts de la ville, qui sont défendus par la garnison impériale. Les défenseurs jettent notamment des moellons arrachés aux murailles sur les assaillants.  L'unique canon de 4 livres des royalistes est incapable d'éventrer les murailles ou d'enfoncer les portes, qui ont été doublées par des tas de fumiers.
Ne souhaitant pas non plus qu'un incendie ravage la ville, Coislin donne bientôt l'ordre de la retraite. Les chouans cessent l'attaque en fin d'après-midi et emportent leurs morts et leurs blessés.

## Pertes
Dans un rapport adressé le 10 juillet au général Lamarque, le directeur des douanes à Nantes annonce que treize douaniers ont été blessés lors du combat, dont trois mortellement, tandis qu'il porte les pertes des chouans à 290 paysans mis hors de combat.
Dans ses mémoires, le général royaliste Louis d'Andigné évoque également « une perte assez forte » du côté des chouans.  
Les pertes de la légion de Jean Terrien sont de deux morts et six blessés. Celles des légions de Coislin et de Rochequairie ne sont pas connues.

## Conséquences
Le 7 juillet, soit le même jour que l'attaque de Guérande, le roi Louis XVIII fait son entrée dans Paris et la monarchie est restaurée. Les villes tenues par les impériaux font alors leur soumission. Le 30 juillet, les chouans de Coislin défilent à Savenay. Les conseillers municipaux et les gardes nationaux de Guérande font quant à eux amende honorable en imputant la résistance du 7 juillet à l'obstination des douaniers et du 65e régiment d'infanterie de ligne. Le 9 août, l'armée prussienne atteint la Loire-Inférieure et occupe Ancenis, Varades, Savenay et Châteaubriant. Elle fait également une incursion à Nantes pendant quatorze jours. Initialement bien accueillis, les Prussiens effectuent de nombreuses réquisitions, ce qui entraîne des heurts avec les chouans qui menacent de reprendre les armes. Cependant l'occupation alliée dans l'Ouest est assez brève : dès fin novembre, l'armée prussienne se retire de la Loire-Inférieure.